# Mlinsko
Mlinsko este o localitate din comuna Kobarid, Slovenia, cu o populație de 73 de locuitori.